# Graphinotus
Graphinotus is een geslacht van hooiwagens uit de familie Gonyleptidae.
De wetenschappelijke naam Graphinotus is voor het eerst geldig gepubliceerd door C.L. Koch in 1839. 

## Soorten
Graphinotus omvat de volgende 6 soorten:
- Graphinotus gratiosus
- Graphinotus magnificus
- Graphinotus ornatus
- Graphinotus roseus
- Graphinotus sawayai
- Graphinotus viridiornatus